# Mission: Impossible - Rogue Nation
Mission: Impossible - Rogue Nation è un film del 2015 diretto da Christopher McQuarrie.
È il quinto film della serie Mission: Impossible con protagonista Tom Cruise nei panni dell'agente della IMF Ethan Hunt. Tra gli altri interpreti del film figurano Jeremy Renner, Simon Pegg, Rebecca Ferguson, Ving Rhames e Alec Baldwin.

## Trama
Dopo aver intercettato in Bielorussia una vendita di gas nervino a dei terroristi, l'agente dell'IMF Ethan Hunt si pone come obiettivo di provare l'esistenza del Sindacato, un'associazione criminale internazionale misconosciuta dalla CIA, ma viene catturato a Londra. Riesce a fuggire da una camera di tortura del Sindacato, allestita da Janik Vinter soprannominato "il dottore delle ossa", grazie all'aiuto di un'agente infiltrata dell'MI6, Ilsa Faust.
Intanto il direttore della CIA Alan Hunley e l'agente dell'IMF William Brandt stanno testimoniando davanti a un comitato del Senato. L'IMF, al momento senza un segretario in carica, è criticata per i suoi metodi impropri e spesso distruttivi. Hunley riesce a ottenere l'eliminazione dell'IMF, che viene incorporata nella CIA e Brandt avvisa Hunt di rimanere nascosto. Tagliato fuori dall'IMF, Ethan cerca di risalire al suo unico ricordo prima della cattura: un uomo biondo con gli occhiali, successivamente identificato come l'ex agente dell'MI6 Solomon Lane.
Sei mesi dopo, Hunt è ancora un fuggitivo, incapace di individuare il Sindacato senza un aiuto. Così decide di chiamare Benji Dunn per individuare Lane, sospettato di essere il leader del Sindacato, durante l'opera Turandot al teatro statale di Vienna. Sebbene riesca a fermare tre cecchini, tra cui Ilsa, Ethan viene incolpato da Hunley per la morte del Cancelliere austriaco. Hunley ordina l'eliminazione di Hunt.
Brandt si rivolge a Luther Stickell per trovare Hunt prima che la Special Activities Division della CIA lo uccida. Avvalendosi di uno schizzo di Ilsa lasciato da Hunt, Stickell riesce a rintracciarla a Casablanca, dove Ethan si introduce in un server segreto, nascosto sotto una centrale elettrica, per cambiare i dati biometrici di accesso e permettere a Benji di entrare in una camera blindata e rubare la lista con i nomi di tutti gli agenti del Sindacato. Ilsa sottrae la chiave USB con i dati e scappa. Ethan (e alcuni membri del Sindacato) la insegue invano. Fortunatamente Benji aveva fatto una copia dei dati.
Ilsa ritorna a Londra per consegnare i dati e chiudere finalmente la missione iniziata entrando nel Sindacato, ma il suo supervisore dell’MI6, Attlee, la costringe a continuare. Incontratasi con Lane, scopre che Attlee ha cancellato i dati della chiave USB. Il file, comunque, richiede la biometria del Primo Ministro per effettuare l'accesso. Così Lane rapisce Benji minacciando di ucciderlo, per obbligare Hunt a consegnargli una copia decrittata del file. Per fermarlo, Ethan accetta la proposta, consapevole che, per riuscire, dovrà rapire il Primo Ministro britannico. 
Brandt finge di tradire Ethan e rivela a Hunley dove potrà trovarlo. Durante un'asta di beneficenza, Hunley, Brandt e Attlee si appartano col Primo Ministro e gli spiegano la situazione. Sentendo nominare il Sindacato, il Primo Ministro rivela come si trattasse di un progetto di Attlee per una nuova agenzia di sicurezza segreta, da lui respinto, per i rischi che avrebbe comportato per le libertà democratiche. Attlee, ignorando gli ordini ricevuti, ha portato avanti il progetto da solo ed ora spara al Primo Ministro. Poi, sotto gli occhi dello sbigottito Hunley, si toglie una maschera, rivelando di essere Hunt e di aver sparato un dardo drogato. Sotto l'effetto della droga, il Primo Ministro fornisce tutti i dati necessari per accedere al file e, quando arriva il vero Attlee, anch'egli viene drogato e confessa di essere stato l'ideatore del Sindacato. La versione per il Primo Ministro, al momento del suo risveglio, sarà che Attlee, vista scoperta la sua insubordinazione lo ha aggredito, ma che Hunley lo ha fermato. Inoltre, avendo assistito a tutto, ora Hunley è convinto della buona fede dell'IMF e dà il permesso di continuare la missione.
Il file effettivamente contiene l'accesso a miliardi di sterline. Ethan dice a Lane di averlo distrutto e di aver memorizzato i dati, in modo tale da costringerlo a rilasciare Benji in cambio di ciò che sa. Lane non ha il coraggio di vedere se Hunt stia bluffando e lascia libero Benji. Ethan e Ilsa fuggono, separandosi per dividere gli uomini di Lane. Ilsa uccide Vinter, mentre Ethan attira Lane in una trappola. Come era successo a Hunt all'inizio del film, Lane viene rinchiuso in un ambiente a prova di proiettile, stordito col gas e preso in custodia.
Hunley e Brandt ritornano davanti al comitato del Senato. Hunley raccomanda il ripristino dell'IMF, asserendo come il blocco precedente fosse stata una copertura per consentirle di operare inosservata. La commissione, pur ritenendo di essere stata manipolata, fa buon viso a cattivo gioco e accetta la richiesta. Nel finale Brandt si congratula con Hunley, nuovo segretario dell'IMF.

## Produzione
Le riprese del film sono cominciate nell'agosto 2014 a Vienna, e si sono poi spostate a inizio settembre in Marocco. A fine settembre la produzione si è spostata in Inghilterra, dove Tom Cruise ha impersonato senza controfigura la scena iniziale, appeso all'esterno di un Airbus A400M in volo, ed è stato costretto a ripetere la scena per otto volte. Le riprese sono terminate a marzo 2015.
Il budget del film è stato di 150 milioni di dollari.

## Promozione
Il teaser trailer del film viene diffuso il 22 marzo 2015, seguìto il giorno dopo il primo trailer, distribuito anche in italiano.

## Distribuzione
Nelle sale cinematografiche statunitensi il film è uscito il 31 luglio , mentre in quelle italiane è stato distribuito dal 19 agosto .

## Accoglienza

### Incassi
Mission: Impossible - Rogue Nation ha incassato 195042377 $ in Nord America e 515874026 $ nel resto del mondo, per un totale di 710916403 $, di cui 6135467 € in Italia.

### Critica
Il film è stato accolto positivamente dalla critica cinematografica. L'aggregatore di recensioni Rotten Tomatoes riporta una percentuale di gradimento del 94% con un voto medio di 7.5 su 10, basandosi su 326 recensioni, mentre il sito Metacritic attribuisce al film un punteggio di 75 su 100 in base a 46 recensioni.

## Riconoscimenti
- 2016 - Screen Actors Guild Awards[14]
  - Candidatura per le migliori controfigure
- 2015 - Critics' Choice Movie Award[15]
  - Candidatura per il miglior film d'azione
  - Candidatura per il miglior attore in un film d'azione a Tom Cruise
  - Candidatura per la miglior attrice in un film d'azione a Rebecca Ferguson

## Sequel
Tom Cruise dopo l'uscita del film, ha annunciato che il sesto capitolo era in pre-produzione, con le riprese fissate per il giugno 2016. Il 30 novembre 2015 il regista Christopher McQuarrie ha annunciato, tramite il suo account Twitter, di aver accettato il ruolo di regista e sceneggiatore del sesto capitolo della saga di Mission: Impossible, la cui data di uscita è stata fissata per il 27 luglio 2018.
Il titolo del sequel è Mission: Impossible - Fallout.